# Curvas IDF
Una curva IDF o de Intensidad-Duración-Frecuencia es una relación matemática, generalmente empírica, entre la intensidad de una precipitación, su duración y la frecuencia con la que se observa. La probabilidad de ocurrencia de las precipitaciones intensas puede caracterizarse mediante períodos de retorno, obtenidos a partir de la inversa de la frecuencia acumulada. 
Si se fija una ocurrencia determinada, las curvas que relacionan la intensidad y la duración también se conocen como curvas de Intensidad Media Máxima o curvas IMM. Tanto para un evento real de lluvia como para una lluvia simulada con un determinado período de retorno, al aumentarse la duración de la lluvia disminuye su Intensidad Media Máxima (IMM). La formulación de esta dependencia se determina caso por caso, con base en datos observados directamente en el sitio estudiado o en otros sitios vecinos con las mismas características topográficas.

## Aproximaciones matemáticas
Las curvas IDF pueden tomar diferentes expresiones matemáticas, teóricas o empíricas, que se ajustan a los datos de precipitación de un determinado observatorio. Para cada duración (p.e. 5, 10, 60, 120, 180... minutos), se estima la ECDF o  función de probabilidad empírica, y se fija una frecuencia o período de retorno determinado. Por lo tanto, la curva IDF empírica viene dada por la unión de los puntos de igual frecuencia de ocurrencia y diferente duración e intensidad Así mismo, una curva IDF teórica o semi-empírica es aquella cuya expresión matemática se justifica físicamente, pero presenta parámetros que deben estimarse mediante ajustes empíricos.

### Aproximaciones empíricas
Existe un gran número de aproximaciones empíricas que relacionan la intensidad (I), la duración (t) y el período de retorno (p), a partir de ajustes a potencias tales como:
- Fórmula de Sherman (1931),[4] con tres parámetros (a, c y n), que están en función del período de retorno, p:

{\displaystyle I(t)={\frac {a}{(t+c)^{n}}}}
- Fórmula de Chow (1962),[5] también con tres parámetros (a, c y n), para un período de retorno p determinado:

{\displaystyle I(t)={\frac {a}{t^{n}+c}}}
- Función potencial, según Aparicio (1997),[6] con cuatro parámetreos (k, c, m y n), ya ajustados para todos los períodos de retorno de interés:

{\displaystyle I(t,p)=k*{\frac {p^{m}}{(t+c)^{n}}}}

### Aproximaciones teóricas
Para obtener una curva IDF a partir de una distribución de probabilidad, {\displaystyle \ F(x)}, es necesario aislar matemáticamente la precipitación {\displaystyle \ x}, que está directamente relacionada con la intensidad media {\displaystyle \ I} y la duración {\displaystyle \ t}, mediante la ecuación {\displaystyle \ x=I*t}, y puesto que el período de retorno se define como la inversa de {\displaystyle \ 1-F(x)}, podemos encontrar la función {\displaystyle \ f(p)} como la inversa de {\displaystyle \ F(x)}, según:
{\displaystyle \ I*t=f(p)\quad \Leftarrow \quad p={\frac {1}{1-F(I*t)}}}
- Función potencial con el período de retorno, deducida a partir de la distribución de Pareto, para una duración {\displaystyle \ t} determinada:

{\displaystyle \ I(p)=k*{p^{m}}\quad \Leftarrow \quad F(I*t)=1-{\left({\frac {k*t}{I*t}}\right)}^{1/m}=1-{\frac {1}{p}}}
donde se ha redefinido la constante de la distribución de Pareto como {\displaystyle \ k'=k*t}, ya que se trata de una distribución válida para una duración concreta de la precipitación, {\displaystyle \ x}, que se ha tomado como {\displaystyle \ x=I*t}.
- Función deducida a partir de la  Distribución Generalizada de Pareto, para una duración {\displaystyle \ t} determinada:

{\displaystyle I(p)={\begin{cases}\ \mu +{\frac {\sigma }{m}}*(p^{m}-1)\quad \Leftarrow \quad F(I)=1-\left(1+{\frac {m(I-\mu )}{\sigma }}\right)^{-1/m}=1-{\frac {1}{p}}&{\text{si }}m>0,\\\quad \mu +\sigma *ln(p)\quad \quad \Leftarrow \quad F(I)=1-exp{\left(-{\frac {I-\mu }{\sigma }}\right)}=1-{\frac {1}{p}}&{\text{si }}m=0.\end{cases}}}
Nótese que para {\displaystyle \ m>0} y {\displaystyle \ \mu ={\frac {\sigma }{m}}}, la Distribución Generalizada de Pareto recupera la forma simple de la Distribución de Pareto, con {\displaystyle \ k'={\frac {\sigma }{m}}}. En cambio, con {\displaystyle \ m=0} se recupera la distribución exponencial.
- Función deducida a partir de la distribución de Gumbel y la distribución de Gumbel opuesta, para una duración {\displaystyle \ t} determinada:

{\displaystyle I(p)=\mu +\sigma *ln{\left(-ln{\left(1-{\frac {1}{p}}\right)}\right)}\quad \Leftarrow \quad \quad F(I)=exp{\left(-exp{\left(-{\frac {I-\mu }{\sigma }}\right)}\right)}=1-{\frac {1}{p}}}
{\displaystyle I(p)=\mu +\sigma *ln(ln(p))\quad \quad \quad \quad \quad \Leftarrow \quad \quad F(I)=1-exp{\left(-exp{\left({\frac {I-\mu }{\sigma }}\right)}\right)}=1-{\frac {1}{p}}}

### Aproximaciones semi-empíricas
- Las aproximaciones semi-empíricas se pueden construir combinando las anteriores aproximaciones. Por ejemplo, la función potencial de Aparicio (1997), se puede deducir en parte a partir de la Distribución de Pareto o la Distribución Generalizada de Pareto y la de Sherman; Por otro lado, si se combina la fórmula de Sherman con la distribución exponencial se obtiene que:

{\displaystyle \ I(p,t)={\frac {\sigma *ln(p)+\mu }{(t+c)^{n}}}}
- Si se combina la fórmula de Sherman con la  distribución de Gumbel opuesta, se obtiene:

{\displaystyle \ I(p,t)={\frac {\sigma *ln(ln(p))+\mu }{(t+c)^{n}}}}

## Curvas IMM o de Intensidad Media Máxima
Si se fija un determinado período de retorno, las curvas IDF anteriores también se conocen como curvas de Intensidad Media Máxima, y el parámetro ajustable n tiene especial relevancia en el ámbito de la meteorología. En particular, este parámetro conocido como índice n de la precipitación, está normalizado entre 0 y 1; de tal modo que si n=0, la intensidad de la precipitación es constante, mientras que si es n=1, su intensidad es máximamente variable e incluso instantánea. En la Tabla 1 se describen la clasificación de la lluvia según el índice n (Moncho, 2009):
Tabla 1. Clasificación de la precipitación según la regularidad
Fuente: Divulgameteo
Este comportamiento matemático puede aplicarse tanto a la lluvia real como a la lluvia simulada para un período de retorno determinado. En ambos casos existe una relación entre la intensidad media máxima de la precipitación (en función de la duración) y los hietogramas reales o de diseño.

## Uso en la ingeniería
Muchas obras de ingeniería civil e ingeniería agrícola  son profundamente influenciadas por factores climáticos, entre los que se destaca por su importancia las precipitaciones pluviales. En efecto, un correcto dimensionamiento del drenaje garantizará la vida útil de una carretera, una vía férrea, un aeropuerto, cultivos, etc. El conocimiento de las precipitaciones pluviales extremas y el consecuente dimensionamiento adecuado de los órganos extravasores de las represas garantizará su seguridad y la seguridad de las poblaciones, cultivos y demás estructuras que se sitúan aguas abajo de la misma. El conocimiento de las lluvias intensas, de corta duración, es muy importante para dimensionar el drenaje urbano y rural , de esta manera evitar inundaciones en los centros poblados o cultivos. 
Las características de las precipitaciones que deben conocerse para estos casos son principalmente, la intensidad de la lluvia y duración de la lluvia. Estas dos características están asociadas mediante las curvas IDF. Las precipitaciones pluviales extremas, es decir con tiempos de retorno de 20, 500, 1.000 y hasta 10.000 años, o la precipitación máxima probable, son determinadas para cada sitio particular con procedimiento estadísticos, con base en observaciones de larga duración.